# Roswell (film)
Roswell è un film TV del 1994 diretto da Jeremy Kagan. Tratto dal libro UFO Crash at Roswell di Kevin Randle e Donald R. Schmitt, il film racconta i fatti di quello noto come l'incidente di Roswell avvenuto nel 1947, quando si sparse la notizia che un disco volante sarebbe precipitato a Roswell, nel Nuovo Messico.

## Trama
Roswell, New Mexico. Un ufficiale in pensione, il maggiore Jesse Marcel, sapendo di essere ormai prossimo alla morte, vuole provare a far luce su cosa sia realmente successo 30 anni prima e scoprire cosa ci sia di vero nella storia dell'UFO schiantatosi nel 1947.

## Riconoscimenti
- 1995 - Golden Globe
  - Candidato come miglior miniserie o film per la televisione

- 1995 - Saturn Award
  - Candidato al Best Single Genre Television Presentation

- 1995 - CableACE Awards
  - Candidato per Direction of Photography and/or Lighting Direction in a Dramatic or Theatrical Special/Movie or Miniseries
  - Candidato per il miglior trucco

## Citazioni cinematografiche
In una scena viene citato il film Incontri ravvicinati del terzo tipo.